# Chamaepsila nigra
Chamaepsila nigra är en tvåvingeart som först beskrevs av Carl Fredrik Fallén 1820.  Chamaepsila nigra ingår i släktet Chamaepsila, och familjen rotflugor. Arten är reproducerande i Sverige.